# Alternance consonantique
L'alternance consonantique désigne les modifications que subissent les consonnes  dans certaines langues  suivant les formes qui les suivent (ou les précèdent)

## L'alternance consonantique en finnois
Les consonnes  en finnois connaissent deux degrés  de consonantisme  suivant que la syllabe débutée par la consonne est ouverte (terminée par une voyelle) ou fermée (terminée par une consonne).  La fermeture  de la syllabe affaiblit certaines consonnes ou groupes de consonnes.
Une des exceptions à cette règle concerne la plupart des nominaux dont le nominatif singulier se termine par -e : ils se terminent par un coup de glotte, vestige  d'une  ancienne terminaison en "-ek", qui se traduit, lorsque le mot est suivi par une consonne, par l’allongement de cette consonne dans la prononciation. En conséquence, le nominatif singulier de ces mots contient le degré faible. Leur partitif singulier se termine par -tta/-ttä, le premier t provenant du coup de glotte. Dans leur thème vocalique, le coup de glotte disparaît,  le thème vocalique contient le degré fort suivi d’un e long.
Par exemple, sade  ("la pluie") donne sadetta au partitif singulier et sateen au génitif singulier.
Les noms propres et mots d’emprunt récents terminés par -e, ainsi qu’un petit nombre d’autres mots incluant kolme, itse, nukke et nalle, se déclinent comme les mots terminés par -o, -ö, -u ou -y.
L’alternance consonantique ne concerne que les occlusives k, p et t. Les changements peuvent être quantitatifs ou qualitatifs. Les paires degré fort/degré faible sont similaires pour les nominaux et pour les verbes, mais un petit nombre de changements n’existent que pour les nominaux, ou au contraire que pour les verbes.
L’alternance peut être directe ou inverse. Dans le premier cas, le degré fort se trouve dans la forme de base du mot, c’est-à-dire au nominatif singulier ou à l’infinitif. Ce type de gradation concerne les nominaux terminés par une voyelle, à l’exception de la plupart de ceux terminés par -e, et les verbes dont l’infinitif se termine par deux voyelles (tietää, lukea). L’alternance inverse concerne les mots dont le nominatif singulier ou l’infinitif contient la forme faible. Elle concerne les nominaux terminés par une consonne ou par -e et les verbes des types kuunnella–kuuntelen, tavata–tapaan, paeta–pakenen (troisième, quatrième et sixième conjugaisons). Dans le cas de l’alternance inverse, la forme basique subit d’autres changements que le passage au degré fort pour aboutir au thème vocalique : ajout ou allongement d’une voyelle, ajout d’une syllabe.
| Gradation quantitative | Gradation quantitative | Gradation quantitative | Gradation quantitative |
| ---------------------- | ---------------------- | ---------------------- | ---------------------- |
| 1                      | pp : p                 | tt : t                 | kk : k                 |
| 2                      | mpp : mp               | ntt : nt               | ŋkk : ŋk               |
| 3                      | lpp : lp               | ltt : lt               | lkk : lk               |
| 4                      | rpp : rp               | rtt : rt               | rkk : rk               |
| 5                      | bb : b                 |                        | gg : g                 |
| Gradation qualitative  |                        |                        |                        |
| 6                      | mp : mm                | nt : nn                | ŋk : ŋŋ                |
| 7                      | lp : lv                | lt : ll                | lk : l ~ lj            |
| 8                      | rp : rv                | rt : rr                | rk : r ~ rj            |
| 9                      |                        | ht : hd                | hk : h ~ hj            |
| 10                     | p : v                  | t : d                  | k : – (~ v)            |

Le tableau suivant donne des exemples d’alternance consonantique directe et inverse pour les nominaux et les verbes. Les formes données sont le nominatif et le génitif singulier pour les nominaux, l’infinitif et la première personne du singulier du présent pour les verbes.
| Type    | Gradation directe | Gradation directe | Gradation directe       | Gradation directe | Gradation inverse       | Gradation inverse | Gradation inverse          | Gradation inverse |
|         | Nominal           | Nominal           | Verbe                   | Verbe             | Nominal                 | Nominal           | Verbe                      | Verbe             |
|         | Grade fort        | Grade faible      | Grade fort              | Grade faible      | Grade faible            | Grade fort        | Grade faible               | Grade fort        |
| ------- | ----------------- | ----------------- | ----------------------- | ----------------- | ----------------------- | ----------------- | -------------------------- | ----------------- |
|         |                   |                   |                         |                   |                         |                   |                            |                   |
| pp : p  | kaappi placard    | kaapin            | tappaa tuer             | tapan             | opas guide              | oppaan            | hypätä sauter              | hyppään           |
| tt : t  | kenttä terrain    | kentän            | muuttaa changer         | muutan            | syytön innocent         | syyttömän         | ajatella penser            | ajattelen         |
| kk : k  | nukke poupée      | nuken             | nukkua dormir           | nukun             | rikas riche             | rikkaan           | leikata couper             | leikkaan          |
|         |                   |                   |                         |                   |                         |                   |                            |                   |
| mp : mm | lampi étang       | lammen            | ampua tirer             | ammun             | lammas mouton           | lampaan           | lämmetä chauffer           | lämpenen          |
| nt : nn | tunti heure       | tunnin            | antaa donner            | annan             | ranne poignet           | ranteen           | kuunnella écouter          | kuuntelen         |
| nk : ng | kenkä chaussure   | kengän            | onkia pêcher à la ligne | ongin             | kangas tissu            | kankaan           | hangata frotter            | hankaan           |
|         |                   |                   |                         |                   |                         |                   |                            |                   |
| lp : lv | halpa bon marché  | halvan            | kylpeä se baigner       | kylven            |                         |                   | kelvata suffire            | kelpaan           |
| lt : ll | silta pont        | sillan            | kieltää interdire       | kiellän           | allas bassin            | altaan            | vallata conquérir          | valtaan           |
| lk : l  | pelko peur        | pelon             | alkaa commencer         | alan              |                         |                   | hylätä rejeter             | hylkään           |
| lk : lj | jälki trace       | jäljen            | sulkea fermer           | suljen            | hylje phoque            | hylkeen           | haljeta se fendre          | halkean           |
|         |                   |                   |                         |                   |                         |                   |                            |                   |
| rp : rv | turpa museau      | turvan            | arpoa tirer au sort     | arvon             | tarve besoin            | tarpeen           | turvota enfler             | turpoan           |
| rt : rr | virta courant     | virran            | kertoa raconter         | kerron            | porras escalier         | portaan           | virrata couler             | virtaan           |
| rk : r  | korko haut talon  | koron             | purkaa défaire          | puran             | varas voleur            | varkaan           | perata vider (un poisson)  | perkaan           |
| rk : rj | kärki pointe      | kärjen            | särkeä casser           | särjen            |                         |                   | tarjeta supporter le froid | tarkenen          |
|         |                   |                   |                         |                   |                         |                   |                            |                   |
| ht : hd | lehti feuille     | lehden            | lähteä partir           | lähden            | viihde divertissement   | viihteen          | jahdata poursuivre         | jahtaan           |
| hk : h  | vihko carnet      | vihon             | pyyhkiä essuyer         | pyyhin            | pyyhe serviette         | pyyhkeen          | uhata menacer              | uhkaan            |
| hk : hj |                   |                   |                         |                   | lahje jambe de pantalon | lahkeen           | rohjeta oser               | rohkean           |
|         |                   |                   |                         |                   |                         |                   |                            |                   |
| p : v   | sopu entente      | sovun             | sopia convenir          | sovin             | taive courbe            | taipeen           | tavata rencontrer          | tapaan            |
| t : d   | taito compétences | taidon            | tietää savoir           | tiedän            | taide art               | taiteen           | riidellä se disputer       | riitelen          |
| k : –   | joki rivière      | joen              | liukua glisser          | liu’un            | koe examen              | kokeen            | paeta fuir                 | pakenen           |
| k : v   | puku robe         | puvun             | –                       | –                 |                         |                   |                            |                   |

## L'alternance consonantique en same
Il y a trois degrés de consonantisme en same,  à la différence du finnois qui n'en connaît que deux.

## L'alternance consonantique en sereer
En langue sereer (apparenté Peul), l'alternance se fait entre singulier et pluriel.